# Авраменко Володимир Олександрович
Володимир Олександрович Авраменко (нар. 20 березня 1974) — радянський та український футболіст, нападник та півзахисник.

## Життєпис
Вихованець чернігівської «Юності», перший тренер — В. Подгорний. Дорослу футбольну кар'єру розпочав 1991 року в чернігівський «Десні», яка виступала в останньому розіграші Другої нижчої ліги (зіграв 2 матчі). У 1992 році дебютував у першому розіграші Першої ліги. Дебютним голом у дорослому футболі відзначився 20 квітня 1992 року на 75-й хвилині програного (1:4) поєдинку 10-го туру підгрупи 1 проти рівненського «Вереса». Володимир вийшов на поле на 35-й хвилині, замінивши Юрія Бондаренка. У команді відіграв два з половиною сезони. Під час зимової перерви сезону 1993/94 років перейшов у «Дніпро». У футболці дніпропетровського клубу дебютував 12 березня 1994 року в переможному (2:1) домашньому поєдинку 19-го туру Вищої ліги проти донецького «Шахтаря». Авраменко вийшов на поле на 75-й хвилині, замінивши Андрія Котюка. У весняно-літній частині 1994 року зіграв 7 матчів у Вищій лізі та 2 поєдинки в кубку Росії. Наступного сезону повернувся в «Десну», за яку виступав до 1998 року. У сезоні 1997/98 років також виступав за фарм-клуб «Славутич».
У 1999 році залишив чернігівський клуб, грав за «Вінницю» та «Система-Борекс» (Бородянка). У 2000 році повернувся в «Десну», де виступав до 2004 році. У 2002 році виступав також за золочівський «Сокіл». У 2004 році став гравцем «Сморгоні», яка виступала в Першій лізі. Наступного року повернувся в Україну, виступав в «Енергії» (Южноукраїнськ). Футбольну кар'єру завершив 2006 року в аматорському колективі «Авангард» (Корюківка).

## Досягнення
«Десна» (Чернігів)
- Друга ліга Україна
  -  Чемпіон (1): 1996/97